# Finále Fed Cupu 2015
Finále Fed Cupu 2015 představovalo vyvrcholení 53. ročníku největší každoročně hrané týmové soutěže v ženském sportu. Fed Cup jako soupeření ženských reprezentačních družstev v tenise vznikl roku 1963 a hrán je v podobě světového poháru v tenise (The World Cup of Tennis).
V sezóně 2015 se do soutěže zapojilo 99 týmů a v nejvyšší osmičlenné úrovni – Světové skupině – došel do finále výběr obhájkyň trofeje z České republiky a jejich vyzyvatelek z Ruské federace.
Dějištěm se ve dnech 14. a 15. listopadu 2015 stala pražská O2 arena. Oba týmy se v minulosti utkaly pětkrát. České reprezentantky držely před finálovým kláním kladný poměr zápasů 3:2.
Devátý titul v soutěži vyhrála Česká republika po vítězství 3:2 na zápasy, když po jednom bodu zaznamenala Kvitová a Plíšková, která pak s Barborou Strýcovou získala také bod v rozhodující čtyřhře. Shodně s moskevským finále v roce 2011 vyhrály Češky až díky závěrečnému deblu. Vybojovaly tak čtvrtou trofej v pěti letech. Nepříznivý poměr zápasů 1:2 dokázaly, v rámci samostatného státu, otočit potřetí.

## Historie finalistů
Česká republika vstoupila do finále s osmi tituly jako druhý celek historických tabulek soutěže. V posledních pěti ročnících 2011–2015 utrpěl tým pouze jedinou prohru v semifinále 2013 proti Italkám. V rámci samostatného státu – od roku 1993, vyhrály české reprezentantky třikrát v letech 2011, 2012 a 2014. Dalších pět titulů z let 1975, 1983, 1984, 1985 a 1988 získaly v rámci československého fedcupového družstva. Mezinárodní tenisová federace pojímá Českou republiku jako jeho nástupce. Do statistik tak byly Češkám připsány všechny výsledky od roku 1963.
Helena Suková zaznamenala nejvíce vítězných zápasů (57) a odehrála nejvyšší počet ročníků (13). Nejdelší šňůra neporazitelnosti české reprezentace činila mezi červencem 1983 a červencem 1986 devatenáct zápasů.
Ruská federace vyhrála Fed Cup čtyřikrát a dělí se o páté místo s Itálií. V soutěži debutovala roku 1968 ještě jako bývalý státní útvar – Sovětský svaz. Tento výběr ruské hráčky reprezentovaly do roku 1991. Následující ročník 1992 odehrály pod hlavičkou Společenství nezávislých států a od roku 1993 nastupují za Rusko. Premiérový titul vybojovaly v roce 2004, na nějž navázaly trofejemi z let 2005, 2007 a 2008. Do světové skupiny se ruské tenistky naposledy vrátily v sezóně 1999 a od té doby jsou její součástí. Mezinárodní tenisová federace pojímá Rusko jako nástupce Sovětského svazu. Do statistik tak byly Ruskám započítány všechny výsledky od roku 1968.
Týmovým statistikám vévodí Lotyška Larisa Savčenková, která dosáhla nejvíce celkových zápasových výher (65), singlových (29) i deblových (36) vítězných utkání, stejně jako odehrála nejvyšší počet 17 sezón a představila se v 55 mezistátních střetnutích. Nejdelší šňůra neporazitelnosti Rusek činila 9 zápasů mezi lety 1997–1999.

## Utkání českého a ruského týmu
Český tým se v minulosti utkal s ruským družstvem celkově pětkrát a drží těsnou aktivní bilanci 3:2 na zápasy, když byly do statistik započítány všechny duely odehrané od roku 1981.
Oba soupeři na sebe narazili v rámci předchozích státních útvarů – Československa a Sovětského svazu – třikrát v letech 1981, 1988 a 1991. Jako samostatná Česká republika a Ruská federace se pak utkaly ve dvou střetnutích během ročníků 2001 a 2011.

### Československo – Sovětský svaz 2:1
Sovětský svaz – Československo 2:1
- 9.–15. listopadu 1981 (konání turnaje), 2. kolo Světové skupiny, antuka / Tamagawa en Racquet Club, Tokio, Japonsko[10]

0:1, Tomanová vs. Salnikovová, 1–6, 5–7
1:1, Mandlíková vs. Jelisejenková, 7–6, 6–1
1:2, Mandlíková / Tomanová vs. Černěvová / Zajcevová, 3–6, 4–6
Československo – Sovětský svaz 2:1
- 4.–11. prosince 1988 (konání turnaje), finále Světové skupiny, neznámý povrch / Flinders Park, Melbourne, Austrálie[11]

1:0, Zrubáková vs. Savčenková, 6–1, 7–6(7–2)
2:0, Suková vs. Zverevová, 6–3, 6–4
2:1, Pospíšilová / Novotná vs. Savčenková / Zverevová, 6–7(5–7), 5–7
Československo – Sovětský svaz 2:1
- 24. července 1991, 2. kolo Světové skupiny, neznámý povrch / City of Nottingham Tennis Centre, Nottingham, Spojené království[12]

1:0, Zrubáková vs. Brjuchovecová, 6–3, 3–6, 6–2
2:0, Novotná vs. Zverevová, 6–4, 6–1
2:1, Švíglerová / Zrubáková vs. Savčenková / Zverevová, 1–6, 4–6

### Česko–Rusko 1:1
Rusko–Česko 2:1
- 7. listopadu 2001, základní skupina A Světové skupiny, antuka (hala) / Parque Ferial Juan Carlos I, Madrid, Španělsko[13]

1:0, Bovinová vs. Hrdličková, 6–3, 1–6, 6–8
1:1, Dementěvová vs. Chládková, 6–4, 4–6, 6–1
2:1, Lichovcevová / Petrovová vs. Hrdličková / Vašková, 6–3, 6–2
Česko–Rusko 3:2
- 5.–6. listopadu 2011, finále Světové skupiny, tvrdý (hala) / Olympijský stadion, Moskva, Rusko[14]

1:0, Kvitová vs. Kirilenková, 6–2, 6–2
1:1, Šafářová vs. Kuzněcovová, 2–6, 3–6
2:1, Kvitová vs. Kuzněcovová, 4–6, 6–2, 6–3
2:2, Šafářová vs. Pavljučenkovová, 2–6, 4–6
3:2, Hradecká / Peschkeová vs. Kirilenková / Vesninová, 6–4, 6–2

## Místo konání, rozhodčí a významní hosté
Finále se odehrálo v Praze. V O2 areně s kapacitou kolem 13 tisíc sedících diváků byl instalován rychlý tenisový dvorec s tvrdým povrchem Novacrylic Ultracushion System. Použity byly míče značky „Wilson Tour All Court“. Přípravu dvorce pozdržely dva víkendové koncerty z Madonnina turné Rebel Heart Tour, jejíž produkce opustila útroby haly nad pondělním ránem. V šest hodin tak začala montáž, která místo obvyklých dvou dnů trvala jediný den, aby od úterý mohly začít finalistky trénovat. Češky tak k přípravě nejdříve využily zázemí haly v oddíle TK Sparta Praha. Zahájení provázela světelná show od české sdpolečnosti, která se podílela na událostech předávání MTV Awards, ZOH v Turíně či utkáních severoamerické NHL.
Obě delegace finalistů vedli prezidenti českého a ruského tenisového svazu Ivo Kaderka a Šamil Tarpiščev. Vrchní rozhodčí se stala Clare Woodová, hlavními pak Alison Hughesová a Louise Azemarová-Engzellová. Dohled nad jestřábím okem měla Marijana Veljovićová. Pro wimbledonskou rozhodčí Woodovou a Srbku Veljovićovou se jednalo o premiérovou účast při finále Fed Cupu. Naopak nejzkušenější z kvartetu byla Britka Hughesová, která rozhodovala již dvanácté finále, Švédka Azemarová-Engzellová pak druhé.
Mezistátnímu střetnutí přihlížela řada osobností ze sportovního, politického a kulturního života. Přítomni byli vítěz Davis Cupu Lukáš Rosol a nehrající kapitán Jaroslav Navrátil, olympijský vítěz Jan Železný, předseda FAČR Miroslav Pelta, herci Miroslav Donutil a Petr Rychlý. Nechyběli ani lidovecký místopředseda vlády Pavel Bělobrádek a 1. místopředseda hnutí ANO Jaroslav Faltýnek. Do hlediště zavítali wimbledonští vítězové Jan Kodeš, Jana Novotná a Helena Suková, které se ziskem čtvrté fedcupové trofeje vyrovnaly Petra Kvitová a Lucie Šafářová.
Z přislíbené účasti se omluvil prezident republiky Miloš Zeman v důsledku teroristických útoků v Paříži.
O2 Arena se v roce 2012 stala prvním krytým stadionem na světě, v němž proběhla finále Fed Cupu a Davis Cupu během jediné sezóny.

## Finalisté

### Česko
Fedcupovému týmu České republiky patřilo v době konání 1. místo na žebříčku ITF. Nehrajícím kapitánem byl Petr Pála.
V únorovém čtvrtfinále Češky cestovaly do Québecu, kde na tvrdém povrchu porazily Kanadu 4:0 na zápasy. Z účasti se přitom omluvily Petra Kvitová, Lucie Šafářová, Barbora Strýcová, Klára Koukalová a Kateřina Siniaková. Za domácí tým naopak nenastoupila hráčka elitní světové desítky Eugenie Bouchardová. Tři Češky v soutěži debutovaly. Dva body uhrála Karolína Plíšková. Jeden bod přidaly Tereza Smitková i deblový pár Denisa Allertová a Lucie Hradecká. Na ostravské semifinále se vrátily hlavní opory. Po pětitýdenním herním výpadku získala dva body Petra Kvitová, jíž doplnila Lucie Šafářová. Za rozhodnutého stavu odešel poražen ze čtyřhry pár Šafářová a Barbora Strýcová. České reprezentantky tak Francii přehrály 3:1 na zápasy a postoupily do čtvrtého finále během posledních pěti ročníků.
Nominace kapitána musela být učiněna nejpozději deset dnů před losováním. Nominovanými hráčkami se staly čtyři nejvýše postavené singlistky na žebříčku: Petra Kvitová, Lucie Šafářová, Karolína Plíšková a Barbora Strýcová. V roli náhradnice působila Denisa Allertová. Plíšková se k družstvu připojila až v úterý poté, co dorazila z čínské Ču-chaje, kde se probojovala do finále závěrečného turnaje sezóny WTA Elite Trophy. Šafářová do průběhu nezasáhla pro zánět šlach levého zápěstí.

#### Nominace
| Petra Kvitová                                                                       | Petra Kvitová | Petra Kvitová |
| ----------------------------------------------------------------------------------- | ------------- | ------------- |
| Narození                                                                            |               |               |
| datum: 8. března 1990 (25 let) místo: Bílovec, Československo                       |               |               |
| Žebříček WTA (dvouhra / čtyřhra)                                                    |               |               |
| nejvýše: 2. / 196. aktuální: 6. / —                                                 |               |               |
| Fed Cup                                                                             |               |               |
| debut: 2007 zápasů: 17 nejlépe: vítězka 2011, 2012, 2014 dvouhra: 25–6 čtyřhra: 0–1 |               |               |
| Tituly 2015                                                                         |               |               |
| Sydney, Madrid, New Haven                                                           |               |               |
| jednička týmu                                                                       |               |               |

| Lucie Šafářová                                                                       | Lucie Šafářová | Lucie Šafářová |
| ------------------------------------------------------------------------------------ | -------------- | -------------- |
| Narození                                                                             |                |                |
| datum: 4. února 1987 (28 let) místo: Brno, Československo                            |                |                |
| Žebříček WTA (dvouhra / čtyřhra)                                                     |                |                |
| nejvýše: 5. / 4. aktuální: 9. / 4.                                                   |                |                |
| Fed Cup                                                                              |                |                |
| debut: 2004 zápasů: 19 nejlépe: vítězka 2011, 2012, 2014 dvouhra: 13–11 čtyřhra: 0–2 |                |                |
| Tituly 2015                                                                          |                |                |
| Australian Openč, Dauhá, Stuttgartč, French Openč, Torontoč                          |                |                |
| dvojka týmu                                                                          |                |                |

| Karolína Plíšková                                            | Karolína Plíšková | Karolína Plíšková |
| ------------------------------------------------------------ | ----------------- | ----------------- |
| Narození                                                     |                   |                   |
| datum: 21. března 1992 (23 let) místo: Louny, Československo |                   |                   |
| Žebříček WTA (dvouhra / čtyřhra)                             |                   |                   |
| nejvýše: 7. / 38. aktuální: 11. / 46.                        |                   |                   |
| Fed Cup                                                      |                   |                   |
| debut: 2015 zápasů: 1 nejlépe: — dvouhra: 2–0 čtyřhra: 0–0   |                   |                   |
| Tituly 2015                                                  |                   |                   |
| Praha                                                        |                   |                   |
| trojka týmu                                                  |                   |                   |

| Barbora Strýcová                                                             | Barbora Strýcová | Barbora Strýcová |
| ---------------------------------------------------------------------------- | ---------------- | ---------------- |
| Narození                                                                     |                  |                  |
| datum: 28. března 1986 (29 let) místo: Plzeň, Československo                 |                  |                  |
| Žebříček WTA (dvouhra / čtyřhra)                                             |                  |                  |
| nejvýše: 20. / 14. aktuální: 41. / 28.                                       |                  |                  |
| Fed Cup                                                                      |                  |                  |
| debut: 2002 zápasů: 12 nejlépe: vítězka 2011, 2014 dvouhra: 6–5 čtyřhra: 7–3 |                  |                  |
| Tituly 2015                                                                  |                  |                  |
|                                                                              |                  |                  |
| čtyřka týmu                                                                  |                  |                  |

### Rusko
Fedcupovému týmu Ruska patřilo v době konání 2. místo na žebříčku ITF. Nehrající kapitánkou byla bývalá reprezentantka Anastasija Myskinová, která vyhrála soutěž v letech 2004 a 2005.
Ve čtvrtfinále si Rusky v krakovské aréně poradily s Polskem 4:0 na zápasy, když v prvním vzájemném měření sil týmů vyhrála obě dvouhry Maria Šarapovová. Po jednom bod přidaly Světlana Kuzněcovová i deblová dvojice Vitalija Ďjačenková s Anastasijí Pavljučenkovovou. V sočské aréně Adler rozhodla o postupu ze semifinále s Německem až závěrečná čtyřhra. Na antuce vyhrály Kuzněcovová i Pavljučenkovová, ale soupeřky srovnaly v nedělních singlech. V rozhodujícím deblu pak zvítězily Pavljučenkovová s Jelenou Vesninovou a družstvo prošlo do finále, opět po dvou letech, výsledkem 3:2.
Nominovanými hráčkami se staly Maria Šarapovová, Jekatěrina Makarovová, Anastasija Pavljučenkovová a Jelena Vesninová. Roli náhradnice plnila Světlana Kuzněcovová. Šarapovová, jež přiletěla se svým osobním týmem až v úterý 10. listopadu, bydlela v jiném hotelu než zbylá část družstva. Makarovová do průběhu nezasáhla pro poranění nohy.

#### Nominace
| Maria Šarapovová                                                      | Maria Šarapovová | Maria Šarapovová |
| --------------------------------------------------------------------- | ---------------- | ---------------- |
| Narození                                                              |                  |                  |
| datum: 19. dubna 1987 (28 let) místo: Ňagaň, Sovětský svaz            |                  |                  |
| Žebříček WTA (dvouhra / čtyřhra)                                      |                  |                  |
| nejvýše: 1. / 41. aktuální: 4. / –                                    |                  |                  |
| Fed Cup                                                               |                  |                  |
| debut: 2008 zápasů: 4 nejlépe: vítězka 2008 dvouhra: 5–1 čtyřhra: 0–0 |                  |                  |
| Tituly 2015                                                           |                  |                  |
| Brisbane, Řím                                                         |                  |                  |
| jednička týmu                                                         |                  |                  |

| Jekatěrina Makarovová                                                 | Jekatěrina Makarovová | Jekatěrina Makarovová |
| --------------------------------------------------------------------- | --------------------- | --------------------- |
| Narození                                                              |                       |                       |
| datum: 7. června 1988 (27 let) místo: Moskva, Sovětský svaz           |                       |                       |
| Žebříček WTA (dvouhra / čtyřhra)                                      |                       |                       |
| nejvýše: 8. / 3. aktuální: 23. / 10.                                  |                       |                       |
| Fed Cup                                                               |                       |                       |
| debut: 2008 zápasů: 6 nejlépe: vítězka 2008 dvouhra: 4–2 čtyřhra: 4–0 |                       |                       |
| Tituly 2015                                                           |                       |                       |
|                                                                       |                       |                       |
| dvojka týmu                                                           |                       |                       |

| Anastasija Pavljučenkovová                                                     | Anastasija Pavljučenkovová | Anastasija Pavljučenkovová |
| ------------------------------------------------------------------------------ | -------------------------- | -------------------------- |
| Narození                                                                       |                            |                            |
| datum: 3. července 1991 (24 let) místo: Samara, Sovětský svaz                  |                            |                            |
| Žebříček WTA (dvouhra / čtyřhra)                                               |                            |                            |
| nejvýše: 13. / 21. aktuální: 28. / 27.                                         |                            |                            |
| Fed Cup                                                                        |                            |                            |
| debut: 2009 zápasů: 8 nejlépe: finalistka 2011, 2013 dvouhra: 4–5 čtyřhra: 5–1 |                            |                            |
| Tituly 2015                                                                    |                            |                            |
| Linec                                                                          |                            |                            |
| trojka týmu                                                                    |                            |                            |

| Jelena Vesninová                                                             | Jelena Vesninová | Jelena Vesninová |
| ---------------------------------------------------------------------------- | ---------------- | ---------------- |
| Narození                                                                     |                  |                  |
| datum: 1. srpna 1986 (29 let) místo: Lvov, Sovětský svaz                     |                  |                  |
| Žebříček WTA (dvouhra / čtyřhra)                                             |                  |                  |
| nejvýše: 21. / 3. aktuální: 111. / 8.                                        |                  |                  |
| Fed Cup                                                                      |                  |                  |
| debut: 2006 zápasů: 13 nejlépe: vítězka 2007, 2008 dvouhra: 2–2 čtyřhra: 9–3 |                  |                  |
| Tituly 2015                                                                  |                  |                  |
| Moskvač                                                                      |                  |                  |
| čtyřka týmu                                                                  |                  |                  |

## Program
| Finále Fed Cupu 2015   |                                    |                                             |               |      |            |                |
| Zápas                  | Česko                              | Rusko                                       | výsledek      | stav | statistiky | Vítěz          |
| Sobota – 14. listopadu |                                    |                                             |               |      |            |                |
| 1. dvouhra             | Petra Kvitová [1]                  | Anastasija Pavljučenkovová [2]              | 2–6, 6–1, 6–1 | 1:0  | statistiky |                |
| 2. dvouhra             | Karolína Plíšková [2]              | Maria Šarapovová [1]                        | 3–6, 4–6      | 1:1  | statistiky |                |
| Neděle – 15. listopadu |                                    |                                             |               |      |            |                |
| 3. dvouhra             | Petra Kvitová [1]                  | Maria Šarapovová [1]                        | 6–3, 4–6, 2–6 | 1:2  | statistiky |                |
| 4. dvouhra             | Karolína Plíšková [2]              | Anastasija Pavljučenkovová [2]              | 6–3, 6–4      | 2:2  | statistiky |                |
| čtyřhra                | Karolína Plíšková Barbora Strýcová | Anastasija Pavljučenkovová Jelena Vesninová | 4–6, 6–3, 6–2 | 3:2  | statistiky | Česko 9. titul |

## Celkové statistiky zápasů

### 1. dvouhra: Kvitová–Pavljučenkovová
| Statistiky celého utkání                                                                                       | Statistiky celého utkání     | Statistiky celého utkání |
| Kvitová | Délka zápasu: 1:44 hod       | Pavljučenkovová          |
| --- | ---------------------------- | ------------------------ |
| 2 | esa                          | 5                        |
| 4 | dvojchyby                    | 7                        |
| 35 z 58 = 60 %                                                                                                 | 1. podání do dvorce          | 35 ze 78 = 45 %          |
| 27 ze 35 = 77 %                                                                                                | % vítězných míčů u 1. podání | 23 ze 35 = 66 %          |
| 19 z 23 = 83 %                                                                                                 | 2. podání do dvorce          | 36 z 43 = 84 %           |
| 10 z 19 = 43 %                                                                                                 | % vítězných míčů u 2. podání | 18 ze 36 = 42 %          |
| 37 ze 78 = 47 %                                                                                                | vítězných míčů na příjmu     | 21 z 58 = 36 %           |
| 5 z 19 = 26 %                                                                                                  | proměnění brejkbolů          | 2 ze 2 = 100 %           |
| 26 | nevynucené chyby             | 22                       |
| 18 | vynucené chyby               | 25                       |
| 27 | vítězné míče                 | 18                       |
| 15 | forhendové vítězné míče      | 6                        |
| 8 | bekhendové vítězné míče      | 6                        |
| 10 z 15 = 67 %                                                                                                 | % úspěšných volejů           | 3 z 5 = 60 %             |
| 74 | celkově získané míče         | 62                       |
| 14 | vyhrané hry                  | 8                        |
| Hlavní rozhodčí:                                                                                               |                              |                          |
| Celkový počet míčů na straně tenistky zahrnuje i dvojchyby protihráčky. Nevynucené chyby zahrnují i dvojchyby. |                              |                          |

### 2. dvouhra: Plíšková–Šarapovová
| Statistiky celého utkání                                                                                       | Statistiky celého utkání     | Statistiky celého utkání |
| Plíšková | Délka zápasu: 1:29 hod       | Šarapovová               |
| --- | ---------------------------- | ------------------------ |
| 3 | esa                          | 2                        |
| 2 | dvojchyby                    | 9                        |
| 29 z 58 = 50 %                                                                                                 | 1. podání do dvorce          | 32 z 62 = 52 %           |
| 19 z 29 = 66 %                                                                                                 | % vítězných míčů u 1. podání | 25 ze 32 = 78 %          |
| 27 z 29 = 93 %                                                                                                 | 2. podání do dvorce          | 21 ze 30 = 70 %          |
| 12 z 27 = 41 %                                                                                                 | % vítězných míčů u 2. podání | 13 z 21 = 43 %           |
| 24 z 62 = 39 %                                                                                                 | vítězných míčů na příjmu     | 27 z 58 = 47 %           |
| 2 ze 7 = 29 %                                                                                                  | proměnění brejkbolů          | 4 z 11 = 36 %            |
| 13 | nevynucené chyby             | 25                       |
| 24 | vynucené chyby               | 19                       |
| 11 | vítězné míče                 | 28                       |
| 3 | forhendové vítězné míče      | 15                       |
| 3 | bekhendové vítězné míče      | 11                       |
| 2 z 5 = 40 %                                                                                                   | % úspěšných volejů           | 8 z 8 = 100 %            |
| 55 | celkově získané míče         | 65                       |
| 7 | vyhrané hry                  | 12                       |
| Hlavní rozhodčí:                                                                                               |                              |                          |
| Celkový počet míčů na straně tenistky zahrnuje i dvojchyby protihráčky. Nevynucené chyby zahrnují i dvojchyby. |                              |                          |

### 3. dvouhra: Kvitová–Šarapovová
| Statistiky celého utkání                                                                                       | Statistiky celého utkání     | Statistiky celého utkání |
| Kvitová | Délka zápasu: 2:33 hod       | Šarapovová               |
| --- | ---------------------------- | ------------------------ |
| 3 | esa                          | 3                        |
| 8 | dvojchyby                    | 6                        |
| 43 z 85 = 51 %                                                                                                 | 1. podání do dvorce          | 45 z 91 = 49 %           |
| 28 ze 43 = 65 %                                                                                                | % vítězných míčů u 1. podání | 29 ze 45 = 64 %          |
| 34 ze 42 = 81 %                                                                                                | 2. podání do dvorce          | 40 ze 46 = 87 %          |
| 20 ze 34 = 48 %                                                                                                | % vítězných míčů u 2. podání | 26 ze 40 = 57 %          |
| 36 z 91 = 40 %                                                                                                 | vítězných míčů na příjmu     | 37 z 85 = 44 %           |
| 3 z 11 = 27 %                                                                                                  | proměnění brejkbolů          | 4 z 10 = 40 %            |
| 37 | nevynucené chyby             | 22                       |
| 42 | vynucené chyby               | 35                       |
| 27 | vítězné míče                 | 13                       |
| 20 | forhendové vítězné míče      | 7                        |
| 3 | bekhendové vítězné míče      | 3                        |
| 7 z 11 = 64 %                                                                                                  | % úspěšných volejů           | 1 z 5 = 20 %             |
| 84 | celkově získané míče         | 92                       |
| 12 | vyhrané hry                  | 15                       |
| Hlavní rozhodčí: Alison Hughesová                                                                              |                              |                          |
| Celkový počet míčů na straně tenistky zahrnuje i dvojchyby protihráčky. Nevynucené chyby zahrnují i dvojchyby. |                              |                          |

### 4. dvouhra: Plíšková–Pavljučenkovová
| Statistiky celého utkání                                                                                       | Statistiky celého utkání     | Statistiky celého utkání |
| Plíšková | Délka zápasu: 1:35 hod       | Pavljučenkovová          |
| --- | ---------------------------- | ------------------------ |
| 9 | esa                          | 1                        |
| 3 | dvojchyby                    | 4                        |
| 42 ze 70 = 60 %                                                                                                | 1. podání do dvorce          | 39 z 63 = 62 %           |
| 33 ze 42 = 79 %                                                                                                | % vítězných míčů u 1. podání | 24 ze 39 = 62 %          |
| 28 ze 28 = 89 %                                                                                                | 2. podání do dvorce          | 20 ze 24 = 83 %          |
| 12 ze 25 = 43 %                                                                                                | % vítězných míčů u 2. podání | 13 ze 20 = 54 %          |
| 26 z 63 = 41 %                                                                                                 | vítězných míčů na příjmu     | 25 ze 70 = 36 %          |
| 3 ze 6 = 50 %                                                                                                  | proměnění brejkbolů          | 1 z 8 = 13 %             |
| 23 | nevynucené chyby             | 22                       |
| 25 | vynucené chyby               | 11                       |
| 38 | vítězné míče                 | 15                       |
| 21 | forhendové vítězné míče      | 7                        |
| 2 | bekhendové vítězné míče      | 5                        |
| 10 z 15 = 67 %                                                                                                 | % úspěšných volejů           | 2 z 5 = 40 %             |
| 71 | celkově získané míče         | 62                       |
| 12 | vyhrané hry                  | 7                        |
| Hlavní rozhodčí: Louise Azemarová-Engzellová                                                                   |                              |                          |
| Celkový počet míčů na straně tenistky zahrnuje i dvojchyby protihráčky. Nevynucené chyby zahrnují i dvojchyby. |                              |                          |

### Čtyřhra: Plíšková / Strýcová – Pavljučenkovová / Vesninová
| Statistiky celého utkání                                                                                   | Statistiky celého utkání     | Statistiky celého utkání    |
| Plíšková / Strýcová                                                                                        | Délka zápasu: 2:09 hod       | Pavljučenkovová / Vesninová |
| --- | ---------------------------- | --------------------------- |
| 5 | esa                          | 1                           |
| 2 | dvojchyby                    | 3                           |
| 69 z 98 = 70 %                                                                                             | 1. podání do dvorce          | 54 ze 77 = 70 %             |
| 44 z 69 = 64 %                                                                                             | % vítězných míčů u 1. podání | 32 z 54 = 59 %              |
| 27 ze 29 = 93 %                                                                                            | 2. podání do dvorce          | 20 ze 23 = 87 %             |
| 16 ze 27 = 55 %                                                                                            | % vítězných míčů u 2. podání | 12 ze 20 = 52 %             |
| 33 ze 77 = 43 %                                                                                            | vítězných míčů na příjmu     | 38 z 98 = 39 %              |
| 5 z 9 = 56 %                                                                                               | proměnění brejkbolů          | 3 z 10 = 30 %               |
| 23 | nevynucené chyby             | 28                          |
| 25 | vynucené chyby               | 37                          |
| 28 | vítězné míče                 | 34                          |
| 13 | forhendové vítězné míče      | 19                          |
| 10 | bekhendové vítězné míče      | 12                          |
| - z - = - %                                                                                                | % úspěšných volejů           | - z - = - %                 |
| 93 | celkově získané míče         | 82                          |
| 16 | vyhrané hry                  | 11                          |
| Hlavní rozhodčí: Alison Hughesová                                                                          |                              |                             |
| Celkový počet míčů na straně páru zahrnuje i dvojchyby protihráček. Nevynucené chyby zahrnují i dvojchyby. |                              |                             |